# Aveiro
Aveiro er en by i det nordlige Portugal med et indbyggertal på 78.450 (2011). Byen ligger i landets Centralregion, ved kysten til Atlanterhavet.